# Harry Elkins Widener
Harry Elkins Widener (3 de enero de 1885 – 15 de abril de 1912) fue un estadounidense bibliófilo y coleccionista de libros, miembro de la prominente familia Widener de Filadelfia. Su madre fundó en la Universidad de Harvard la Biblioteca Widener en su memoria, después de su muerte junto a su padre en el hundimiento del RMS Titanic.

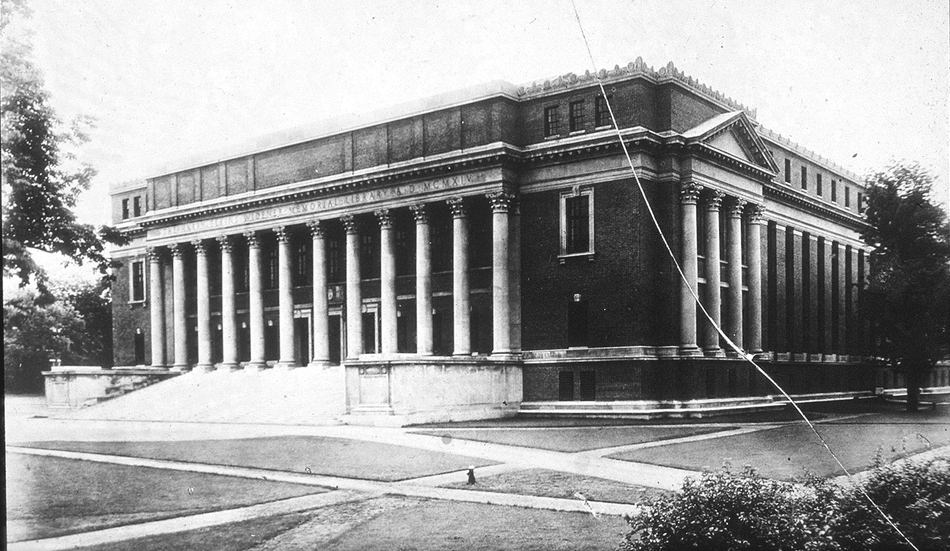
Biblioteca Widener en la universidad de Harvard, en su inauguración en 1915.

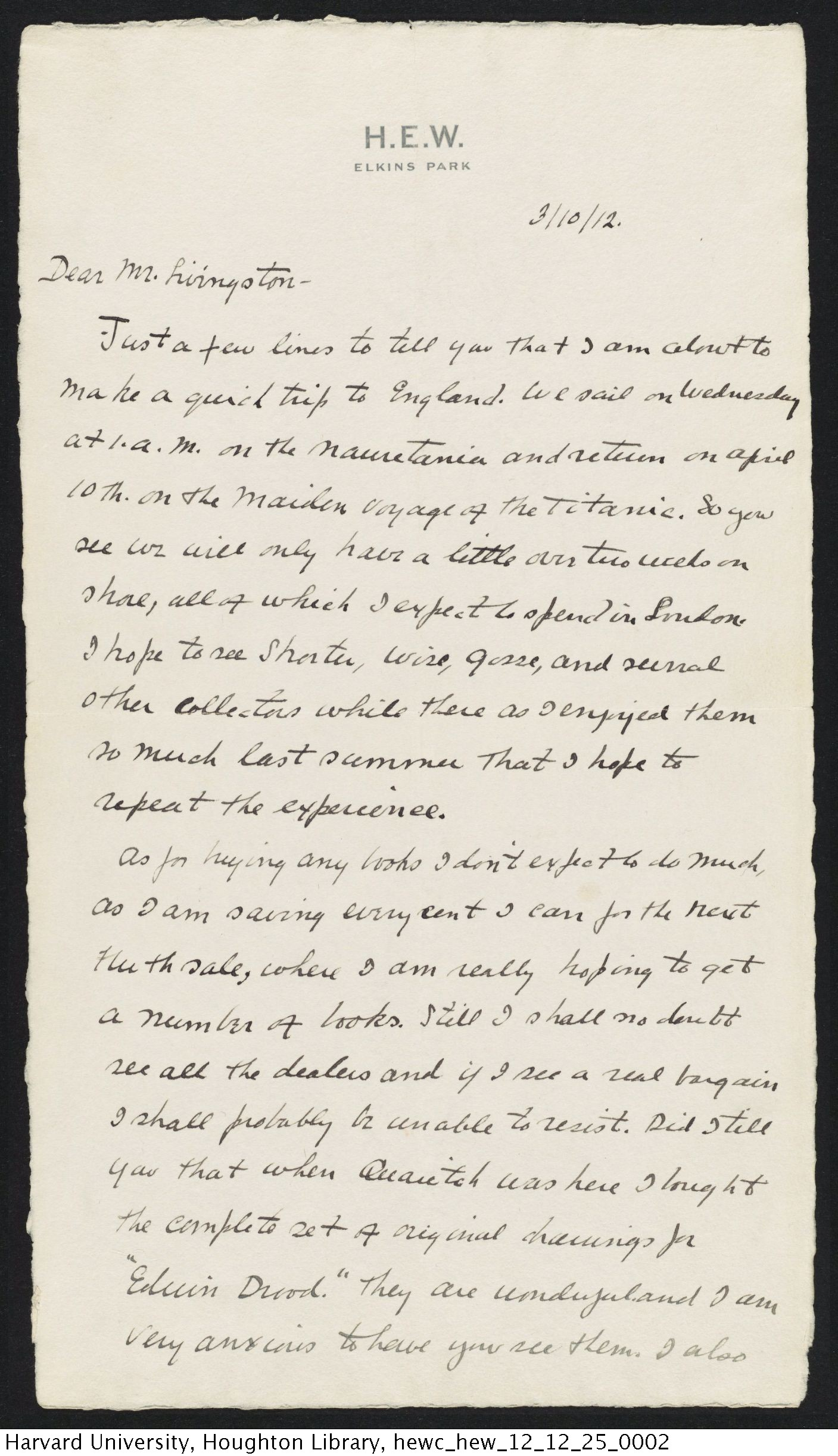
Carta a un amigo: "Nosotros ... regresamos el 10 de abril en el viaje inaugural del Titanic ..."

## Vida
Nacido en Filadelfia, Pensilvania, Widener era el hijo mayor de George Dunton Widener (1861–1912) y su esposa Eleanor Elkins Widener, y nieto del magnate emprendedor Peter A. B. Widener (1834–1915). Estudió en la Hill School de Pottstown, Pensilvania, y se graduó en la universidad de Harvard en 1907, donde fue miembro del Hasty Puding Theatricals y el Owl Club. Se hizo un reconocido coleccionista de libros, manuscritos y dibujos, ya que tenía gran interés en el arte y la literatura. Su colección personal incluía una carta de William Shakespeare y una edición original de la Biblia de Gutenberg. También poseía obras de Charles Dickens, Robert Louis Stevenson, George Cruikshank, William Makepeace Thackeray, Charlotte Bronte y William Blake. Era miembro del Grolier Club y la Bibliophile Society y estaba en estrecho contacto con los coleccionistas de libros Abraham Simon Wolf Rosenbach de Filadelfia y Luther Livingston de Nueva York.

## Titanic
En la primavera de 1912, Harry acompañó a sus padres a Europa. Iban a París a buscar un jefe de cocina francés para su recién inaugurado hotel Ritz-Carlton y él se quedó en Londres para comprar libros allí. Entre las copias que adquirió se encontraba una de los Ensayos de Francis Bacon de 1597. De nuevo reunido con sus padres, en abril de 1912 Widener embarcó en el Titanic en Southampton camino a Nueva York. La familia ocupó los camarotes vecinos B-80 y B-82. Los acompañaban el valet (sirviente personal) de su padre y la doncella de su madre. La noche del 14 de abril, sus padres celebraron una cena en honor al capitán Edward Smith en el restaurante a la carta del barco, a la que también asistió Harry. Cuando unas horas después el barco se hundió, su madre y su sirvienta fueron rescatadas, pero Widener, su padre, y el ayuda de cámara de su padre perecieron. Mientras ayudaba a su madre y la sirvienta a subir al bote salvavidas, Widener le dijo a William E. Carter: "Creo que me quedaré con este gran barco, Billy, y me arriesgaré". Ni su cuerpo ni el de su padre fueron recuperados.
En 1915, la madre de Widener estableció la biblioteca Harry Elkins Widener de Harvard en su memoria. En ella se guarda su colección personal con alrededor de 3.300 obras. Dos edificios en Hill School están también dedicados a Widener, y dos vitrales en la iglesia episcopal de St. Paul en, Elkins Park, Pensilvania están dedicadas a Widener y su padre.

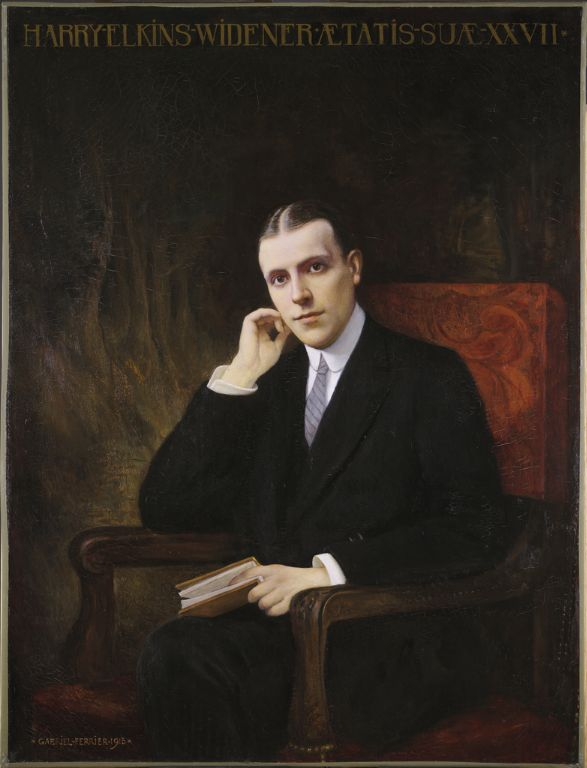
Harry Widener (Gabriel Ferrier, 1913)

Una leyenda que corre por Harvard sostiene que para evitar a otros el destino de su hijo, la madre de Widener insistió (como condición de su donación) que los futuros graduados en Harvard debían aprender a nadar. En realidad, aunque Harvard implementó una prueba de natación en los años 1920 (más tarde eliminada), esto no tuvo nada que ver con Widener.

## Coleccionismo de libros
Widener era miembro del eminente Grolier Club.
El coleccionista y comerciante de libros George Sidney Hellman, escribiendo poco después de la muerte de Widener, comentó:

"La excelencia de su conocimiento técnico... su entusiasmo como coleccionista y su personalidad ganadora... le brindaban muchas oportunidades de obtener tesoros cuya adquisición no puede explicarse únicamente en base a la riqueza que ordenaba. Si no hubiera perecido en la catástrofe del Titanic, sin lugar a dudas.. su biblioteca seguramente se habría convertido eventualmente en una de las mayores colecciones de libros de los tiempos modernos. [Él] no estaba satisfecho solo con tener un libro raro o un libro raro inscrito por el autor; para él era un requisito previo que el volumen estuviera en perfecto estado."